# Dorymyrmex incomptus
Dorymyrmex incomptus é uma espécie de formiga do gênero Dorymyrmex.